# SK Olomouc ASO
Der SK Olomouc ASO ist ein ehemaliger tschechischer Fußballverein aus dem mährischen Olomouc. Er wurde 1912 als SK Olomouc gegründet. 1940 gewann die Mannschaft den tschechischen Pokal und stieg in die höchste Spielklasse im Protektorat Böhmen und Mähren auf. Beste Platzierung war der siebte Rang im Spieljahr 1942/43.

## Vereinsgeschichte
Studenten gründeten 1910 in Olomouc einen Sportzirkel, in dem auch Fußball gespielt wurde. Daraus wurde am 1. Oktober 1912 der SK Olomouc. Schon ein Jahr später nahm die Mannschaft an der mährischen Meisterschaft teil und wurde hinter Moravská Slavia Brno, Haná Kroměříž und dem SK Přerov ohne Sieg Letzter. In der Spielzeit 1922 konnte der SK Olomouc die Regionalmeisterschaft der Haná gewinnen. 1935 gelang der Elf der Aufstieg in regionale Gruppe der zweithöchsten Spielklasse, in die Moravskoslezká divize. Das Team wurde 1936/37 Vorletzter, konnte den Abstieg aber wegen der Erweiterung der Liga vermeiden. Nach der Saison wurde der Olmützer Großhändler Josef Ander jun. mittels seines Unternehmens ASO Mäzen des Klubs. Die als ein Wort ausgesprochene Abkürzung ASO, die in den Vereinsnamen aufgenommen wurde, stand für Ander a Syn Olomouc, zu deutsch Ander und Sohn, Olmütz.
In den nächsten drei Spieljahren wurde ASO Olomouc nacheinander Dritter und zwei Mal Zweiter. In der Saison 1939/40 gewann die Mannschaft den erstmals ausgespielten tschechischen Fußballpokal. In der ersten Runde besiegten die Olmützer Český lev Beroun mit 5:0 und 7:1, im Viertelfinale behielten sie gegen den SK Slezká Ostrava mit 5:0 und 2:0 die Oberhand. Auch im Halbfinale  gegen Meteor Prag gewann die Mannschaft mit 3:1 und 4:1. Im Endspiel, das zum mährischen Derby wurde, wartete der SK Prostějov. Das Hinspiel gewann Olomouc ASO mit 3:1, das Rückspiel im neu gebauten, nach Josef Ander benannten Andrův stadion mit 2:1. In der Folgesaison gelang auch der lang ersehnte Aufstieg in die 1. Liga des Protektorats Böhmen und Mähren. In ihrer Premierensaison wurden die Olmützer Drittletzter in der Zwölferliga und entgingen damit nur knapp dem Abstieg. Im nächsten Jahr konnte sich ASO auf den siebten Platz verbessern, schon 1943/44 folgte aber der Abstieg. In einer auf 14 Mannschaften erweiterten Liga reichte der 12. Platz nicht zum Klassenerhalt. Die Meisterschaft 1944/45 fiel kriegsbedingt aus, 1945/46 gelang ASO die Rückkehr in die Staatsliga. Die Klasse konnte nicht gehalten werden, wenn auch nur wegen des schlechteren Torquotienten gegenüber dem punktgleichen SK Židenice. In der folgenden Saison bemühte sich der Klub vergeblich um eine Rückkehr in die höchste Liga.
Das Ende des SK Olomouc ASO wurde durch den Februarumsturz der Kommunistischen Partei 1948 besiegelt. Josef Ander jun. wurde enteignet, mehrere seiner Brüder verhaftet und seine Kaufhauskette ASO ging in Staatsbesitz über. Der bei den neuen Machthabern unbeliebte Verein wurde 1949 in Sokol OD Olomouc umbenannt und nach der Frühjahrsrunde 1951 aufgelöst. Viele Spieler schlossen sich ZSJ MŽ Olomouc, dem späteren SK Sigma Olomouc an.
In der ewigen Tabelle der 1. Tschechoslowakischen Liga belegt der SK Olomouc ASO den 49. Rang von insgesamt 64 Mannschaften.

## Ligazugehörigkeit
|         | 35/36 | 36/37 | 37/38 | 38/39 | 39/40 | 40/41 | 41/42 | 42/43 | 43/44 | 44/45 | 45/46 | 46/47 | 47/48 | 1948 | 1949 | 1950 | 1951 |
| ------- | ----- | ----- | ----- | ----- | ----- | ----- | ----- | ----- | ----- | ----- | ----- | ----- | ----- | ---- | ---- | ---- | ---- |
| 1. Liga |       |       |       |       |       |       | 10    | 7     | 12    |       |       | 12    |       |      |      |      |      |
| 2. Liga |       |       | 3     | 2     | 2     | 1     |       |       |       | -*    | 1     |       | 4     | 6    | 4    | 6    |      |

Anm.: *Die Saison 1944/45 fiel kriegsbedingt aus.

### Statistik
- 1. Liga Protektorat Böhmen und Mähren:

| Liga                 | Platz     | Spiele | Siege | Remis | Niederlagen | Tore  | Punkte |
| Národní liga 1941/42 | 10. Platz | 22     | 8     | 3     | 11          | 52:63 | 19     |
| Národní liga 1942/43 | 07. Platz | 22     | 9     | 3     | 10          | 59:53 | 21     |
| Národní liga 1943/44 | 12. Platz | 26     | 9     | 2     | 15          | 47:75 | 20     |

- 1. Tschechoslowakische Liga 1946/47:

| Liga                | Platz     | Spiele | Siege | Remis | Niederlagen | Tore  | Punkte |
| Státni Liga 1946/47 | 12. Platz | 26     | 10    | 2     | 14          | 44:57 | 22     |

## Bekannte ehemalige Spieler
- Otto Nožíř
- Antonín Rýgr

## Vereinsnamen
- 1912 bis 1937 SK Olomouc
- 1937 bis 1949 SK Olomouc ASO
- 1949 bis 1951 Sokol OD Olomouc